# Jagd (Schiff, 1935)
Der Flottenbegleiter F 1, ab April 1942 Jagd, war das erste von zehn Geleitbooten des Typs Flottenbegleiter der deutschen Kriegsmarine. Das Schiff wurde nach erheblichen Umbauten im Zweiten Weltkrieg als Flottentender und Führungsschiff eingesetzt.

## Bau und Technische Daten
Das Schiff wurde am 17. Mai 1934 in Auftrag gegeben und am 2. August 1934 mit der Baunummer 526 bei der Germaniawerft in Kiel auf Kiel gelegt. Es lief dort am 1. März 1935 vom Stapel und wurde am 15. Dezember 1935 in Kiel in Dienst gestellt. Es war 73,50 m (Wasserlinie) bzw. 75,94 m (über alles) lang und 8,80 m breit, hatte 2,24 m Tiefgang und verdrängte 712 t (Standard) bzw. 1.028 t (maximal). Die Maschinenanlage bestand aus zwei Satz Brown, Boveri & Cie.-Getriebeturbinen mit Rädergetriebe und zwei Hochdruckkesseln des Systems La Mont mit jeweils 80 atü. Sie erzeugte 16.993 WPS an den beiden Wellen. 216 t Brennstoff konnten gebunkert werden. Die Höchstgeschwindigkeit betrug 27,8 kn, der Fahrbereich 1995 Seemeilen bei 13 kn Marschgeschwindigkeit. Die Bewaffnung bestand aus zwei 10,5-cm-Schnellfeuerkanonen L/45, vier 3,7-cm-Flak L/83 in Zwillingslafetten, vier 2-cm-Fla-MG L/65 in Einzellafetten und vier Wasserbombenwerfern. Bis zu 62 Minen des Typs EMA oder 50 des Typs EMC konnten mitgeführt werden. Die Besatzung bestand je nach Aufgabe aus 113 bis 145 Mann.

## Umbau
Das Schiff wurde in zwei Phasen grundlegend umgebaut. Vom 4. April 1939 bis zum 22. Mai 1941 wurde es auf der Kriegsmarinewerft Wilhelmshaven wegen seiner schlechten Seeeigenschaften verlängert und zum Flottentender umgebaut. Es war nun 80,2 m lang (74,80 m in der Wasserlinie), hatte 2,59 m Tiefgang und verdrängte 1147 t. Die Form des Hecks wurde verändert. Um zusätzlichen Raum für Stabspersonal und Schreibstuben zu gewinnen, wurde die Außenhaut ab Achterkante der Brückenaufbauten auf die Höhe des Backdecks hochgezogen. An den Brückenaufbauten wurden strukturelle Änderungen vorgenommen, der hintere Schornstein wurde auf die gleiche Höhe wie der vordere gebracht, ein neuer achterer Mast und ein Bootskran für ein Motordingi an der Steuerbordseite wurden eingebaut, und die Maschinenfundamente wurden verstärkt. Die Maschinenleistung verringerte sich auf 14.000 WPS, und die Höchstgeschwindigkeit fiel auf 26 Knoten.
In der zweiten Phase des Umbaus, von Dezember 1941 bis April 1942 in Kiel, wurde die Bewaffnung verändert. Das achtere 10,5-cm-Geschütz wurde durch eine 2-cm-Vierlings-Flak ersetzt, und die beiden 3,7-cm-Zwillingsflak wurden ausgebaut und durch zwei 2-cm-Einzelflak ersetzt.

Ende 1942 erfolgte noch eine letzte Veränderung der leichten Flugzeugabwehr.

## Einsatzgeschichte
Das Schiff gehörte zunächst zur 1. Geleitflottille in Kiel und dann zur 2. Geleitflottille, die später von Kiel nach Cuxhaven verlegte. Am 29. Oktober 1938 wurden die beiden Flottillen in Cuxhaven zu der Geleitflottille zusammengelegt, da immer eine große Zahl der Boote nicht einsatzbereit war. In Kiel wurden die Boote scherzhaft als „Bahnhofsflottille“ bezeichnet, da sich immer eine große Zahl in der dem Hauptbahnhof gegenüberliegenden Bauwerft am unteren Ende der Förde befand. Am 4. April 1939 stellte der Flottenbegleiter F 1 außer Dienst, um bei der Schichau-Werft in Königsberg umgebaut zu werden.
Der Umbau zog sich bis 1941 hin. Erst am 23. Mai war F 1 wieder einsatzbereit, als das Boot bei der 25. U-Boots-Flottille in Gotenhafen als Torpedofangboot in Dienst kam. Schon Anfang Dezember 1941 begann in Kiel in der Bauwerft des Bootes ein weiterer Umbau. Neben einer routinemäßigen Werftliegezeit wurde das Boote bis April 1942 umbewaffnet und erhielt an Stelle des hinteren 10,5-cm-Geschützes einen 2-cm-Flak-Vierling 38.
Am 19. April 1942 erfolgte die Umbenennung des nach Wilhelmshaven verlegten Bootes in Jagd und der Einsatz als Tender des Führers der Zerstörer, der bis zum Kriegsende dauerte. Der am 20. April 1942 zum Kommodore ernannte F.d.Z., Kapitän zur See Erich Bey, wechselte an diesem Tag auf die F 1 Jagd, mit der er am 9. Mai 1942 Wilhelmshaven verließ. In Swinemünde stieg er auf seinen Führerzerstörer Z 29 um. Vom 15. bis zum 17. Mai 1942 verlegte der Flottentender F 1 Jagd mit dem Schweren Kreuzer Lützow im Schutz der Zerstörer Richard Beitzen, Hans Lody, Z 27 und Z 29 von Swinemünde nach Kristiansand (Unternehmen Walzertraum). Vom 18. bis 20. Mai verlegte der Verband, verstärkt mit dem Torpedoboot T 15, weiter nach Trondheim. In der entgegengesetzten Richtung wurde der durch einen Torpedotreffer eines britischen U-Bootes beschädigte Kreuzer Admiral Hipper nach Deutschland zurückbegleitet.
Das Boot verblieb bis Ende August als Büroschiff des F.d.Z. im Raum Trondheim und ging dann bis zum 4. September 1942 nach Aarhus und dann über Kiel und Cuxhaven in die Nordsee. Ab dem 18. September 1942 in Wilhelmshaven stationiert wurde es dort am 26. Februar 1943 bei einem britischen Luftangriff von einem Blindgänger getroffen und musste bis zum 8. Juni 1943 zu Reparaturen in die Werft. Am 12. Juni 1943 verlegte es über Wesermünde, Rendsburg, Kiel und Travemünde nach Swinemünde, seinem Hauptliegehafen bis zum Kriegsende. Es diente weiter als Stabsboot für den F.d.Z., der sich auch immer wieder auf dem Tender einschiffte. Auch verlegte der Tender häufiger im Ostseebereich. So lag er im Oktober/November 1943 in Kopenhagen, Kiel und Rønne.
Das Hauptkampfgebiet der Flotte verlegte sich 1944 in die östliche Ostsee und der Tender verlegte von Swinemünde im März nach Kiel und Rønne, im Juli nach Rønne und Gotenhafen, im Oktober nach Kopenhagen und Gotenhafen. Dort wurde im November 1944 die Fla-Bewaffnung nochmals verstärkt: die Jagd hatte zuletzt eine 3,7-cm-Doppellafette und ein vollautomatisches 3,7-cm-Einzelgeschütz, einen 2-cm-Fla-Vierling und zwei 2-cm-Fla-Doppellafetten sowie zwei 15-mm-Fla-MK. Die Jagd verlegte dann nach Aarhus, da der F.d.Z. auch als „Ältester Seebefehlshaber im Bereich der dänischen Inseln“ fungierte und der Schwerpunkt seiner Aufgaben sich auf die Sicherung der Geleite von und nach Norwegen verlegte.
Die Jagd verblieb daher als sein Büroschiff weitgehend in Kopenhagen. Als Flaggschiff des F.d.Z., Vizeadmiral Leo Kreisch (1895–1977), dienten die Kreuzer Köln und Nürnberg. Ob der Tender F 1 Jagd am 4. Mai 1945 zu den letzten deutschen Schiffen gehörte, die Swinemünde räumten, erscheint zweifelhaft.
Die am 5. Mai 1945 in Kopenhagen außer Dienst gestellte Jagd wurde Teil der Kriegsbeute der USA und diente dann bis 1947 bei der 5. Minenräumdivision des Deutschen Minenräumdiensts (GMSA) in IJmuiden. Als auf Druck der Sowjets die „German Minesweeping Administration“ (GMSA) aufgelöst werden musste, wurde der Tender F 1 Jagd an Frankreich ausgeliefert und dort – ohne in den aktiven Dienst zu kommen – abgewrackt.

## Kommandanten
- Dezember 1935 – September 1937: Kapitänleutnant Siegfried Flister
- September 1937 – Oktober 1938: Kapitänleutnant Hagen Küster
- Oktober 1938 – April 1939: Kapitänleutnant Reichard
- April 1939 – Mai 1941: vakant (Umbau)
- Mai 1941 – Dezember 1941: unbekannt
- Dez. 1941 – April 1942: vakant (Umbau)
- April 1942 – Januar 1944: Leutnant zur See/Oberleutnant zur See Franz Benecke
- Januar 1944 – Mai 1945: Offiziere des FdZ-Stabs